# 顏慶章
顏慶章（1948年4月7日—），臺南市下營區紅厝里人。稅法學者，前中華民國財政部部長、前駐世界貿易組織常任代表。2005年自駐WTO代表團卸任後，獲當時總統陳水扁頒贈二等景星勳章；於2005年6月轉任復華金控董事長。並於同年9月轉任為元大金控董事長。2013年獲美國威斯康辛大學麥迪遜分校邀請，展開教學行程，並取得威斯康辛大學法學博士學位。2013年卸任元大金控董事長，同年獲聘東吳大學嚴家淦法學講座教授，2014年獲聘臺灣大學法律系兼任教授，投身WTO學術及研究工作。顏潛心著作，作品範圍涵蓋租稅法、GATT/WTO法學、國際會議英文等，並包括三本葡萄酒著作。

## 經歷
- 1995年 美國艾森豪獎學金得主
- 1992 - 1996年 總統府第1局副局長、局長兼典璽官。
- 1998年 因撰寫《法國葡萄酒品賞》一書，獲得法國總統席哈克（Jacques René Chirac）頒授騎士勳章國家典範勳章Ordre national du Merit，表揚顏慶章推廣法國葡萄酒的成就
- 1996年 - 2000年 財政部政務次長。
- 2000年10月6日 - 2002年2月1日 財政部部長
- 2002年 - 2005年 首任中華民國常駐世界貿易組織代表團常任代表
- 2005年6月 復華金控董事長
- 2007年9月 復華金控更名為元大金控，仍為董事長。
- 2013年獲美國威斯康辛大學麥迪遜分校邀請，展開教學行程，並取得威斯康辛大學法學博士學位。
- 2013年4月9日 卸任元大金控董事長一職。
- 2013年擔任第五屆臺灣國際法學會理事長。[3]
- 2014年獲聘臺灣大學法律系兼任教授，投身WTO學術及研究工作。

## 公開聲援
顏慶章為國內法稅專家學者，曾多次公開聲援法稅二二八事件，也就是太極門案。他表示對於刑事法院裁判確定所認定的事實，行政機關沒有理由不加以引用，本案十年前已經最高法院認定敬師禮屬於贈與性質，而不是所得，沒有所謂所得稅的問題。。